# Nikolaï Tarassov
Pour les articles homonymes, voir Tarassov.
Nikolaï Ivanovitch Tarassov (en transcription ISO 9 : Nikolaj Ivanovič Tarasov; en russe : Николай Иванович Тарасов), né à Moscou le 6 décembre 1902 et mort à Moscou le 8 février 1975, est un danseur russe et soviétique.
Après avoir dansé pendant quinze ans au Théâtre Bolchoï, il devient directeur artistique et directeur général de l'École chorégraphique de Moscou et successivement du département de pédagogie et de chorégraphie de l'Académie russe des arts du théâtre. Tarassov écrit, en 1971, le livre Классический танец. Школа мужского исполнительства, publié aussi en anglais sous le titre Ballet Technique for the Male Dancer, grâce auquel il obtient le Prix d'État de l'URSS,,. Considéré comme un des plus importants maîtres de danse, il a créé une nouvelle méthode de danse classique masculine.

## Biographie
Nikolaï Tarassov naît à Moscou le 6 décembre 1902,,,. Il commence ses études à l'École chorégraphique de Moscou où il obtient son diplôme en 1920. La même année, il devient danseur soliste et enseignant de la classe de perfection du Théâtre Bolchoï et du Ballet artistique de Moscou,,. En 1923, il devient enseignant de l'École chorégraphique de Moscou et à partir de 1933, directeur artistique du Technikum Lounatcharski,,. En 1937, il reçoit le titre d'Artiste honoré,,. De 1942 à 1946, il est directeur artistique et général du Ballet du Bolchoï, pour être, après, enseignant au département de pédagogie et d'enseignement de l'Académie russe des arts du théâtre (GITIS),,,. En 1947 il collabore à la réalisation du film Методика классического танца,,.
Considéré comme un des plus importants maîtres de danse, il est, en 1940, coauteur avec Alexande Ivanovitch Tchekryguine et Vladimir Emilievitch Moritz du livre Методика классического тренажа,,. En 1971, il écrit Классический танец. Школа мужского исполнительства,,, un des livres les plus importants de la méthodologie classique, sinon le seul pour la danse masculine. Avec cet livre il obtient, en 1975, le Prix d'État de l'URSS,,.
Il meurt à Moscou le 8 février 1975,,,.